# Perceptor (personaje de Transformers)
Perceptor es el nombre de un personaje ficticio de Transformers él es un científico que trabaja para los Autobots.

## Generación 1
Perceptor es un científico autobot de la serie transformers G1. Es uno de los autobots más inteligentes y teóricos. Aparece desde la segunda temporada, pero es en la tercera que tiene más protagonismo y a todas luces, durante de la batalla en el año 2005 en Ciudad Autobot sobrevive y cumple la labor de reemplazar a Wheeljack en el campo científico y a Ratchet en el de reparaciones.
Su modo alterno es el de un microscopio.

## Transformers; Armada
Perceptor es un combinador de Mini-Con compuesto por Grindor, Sureshock y High Wire. Perceptor sólo utiliza su forma combinada cuando sea necesario y al parecer tiene más fuerza que la suma de sus partes. Perceptor parece llevar el Mini-Cons, en algunos casos, como estrechar la mano de Prime y Megatron para mostrar el Mini-Contras están dispuestos a ayudar a luchar contra Unicron.

## Transformers Animated
Perceptor es titular del Ministerio de Ciencia Autobot, y por lo tanto una de las mejores mentes en Cybertron. Su alto calibre de inteligencia lo ayuda a mantener a los Autobots un paso por delante de los Decepticons exiliados en su tecnología. Él trabaja con frecuencia con Wheeljack en proyectos especiales ayudando a Wheeljack y a Mainframe en el proyecto Omega (Omega Supreme).